# Aporosa basilanensis
Aporosa basilanensis är en emblikaväxtart som beskrevs av Elmer Drew Merrill. Aporosa basilanensis ingår i släktet Aporosa och familjen emblikaväxter. Inga underarter finns listade i Catalogue of Life.